# Monasterio de Xenofonte
El Monasterio de Xenofonte (Μονή Ξενοφώντος) es un monasterio ortodoxo del Monte Athos, Grecia. Es el decimosexto monasterio de la jerarquía de los monasterios de la Montaña Sagrada. Está situado en la costa occidental entre los mosnaterios de San Pantaleón y Dochiariou. 
Fue fundado a finales del siglo XI. Está dedicado a San Jorge que se celebra el 23 de abril según el calendario gregoriano (el 6 de mayo según el calendario juliano). La biblioteca contiene 300 manuscritos y, en torno a 4000 libros impresos. En el monasterio viven unos 30 monjes.

## Bibliografía

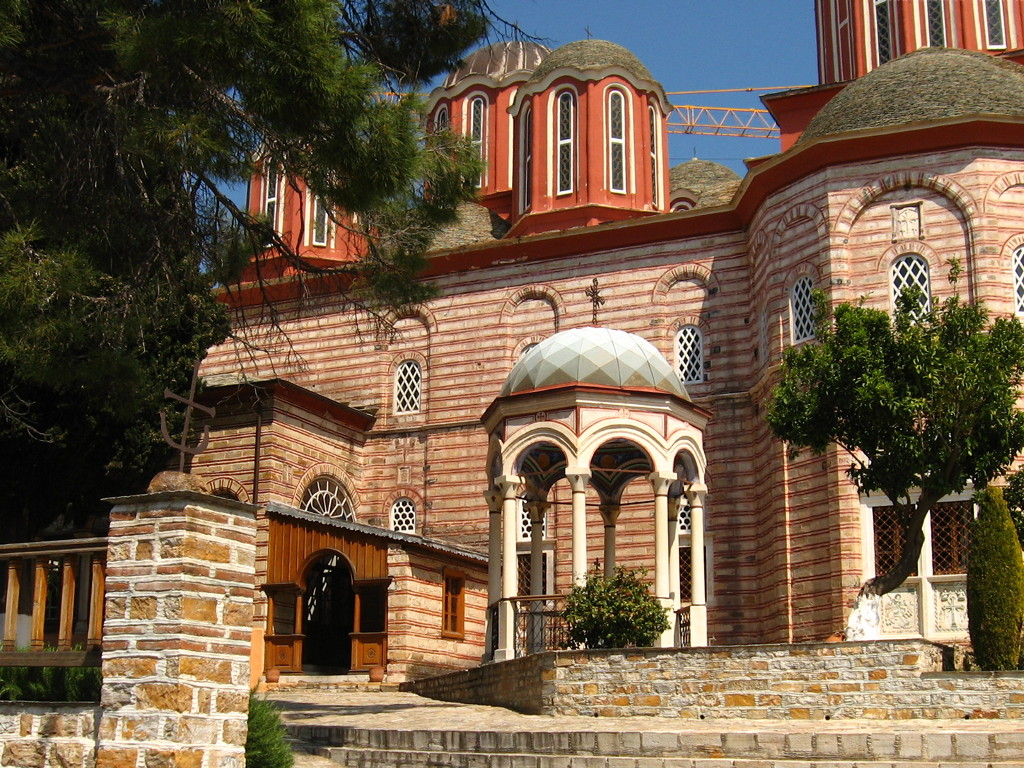
La nueva iglesia.